# Bitwa pod Pusanem
Bitwa pod Pusanem – potyczka morska pomiędzy jednostkami Korei Północnej i Południowej, która odbyła się pierwszego dnia wojny koreańskiej (25 czerwca 1950 roku). Północnokoreański transportowiec z kilkuset żołnierzami na pokładzie, zmierzający w kierunku Pusan, został przechwycony i zatopiony przez południowokoreański patrolowiec. Była to pierwsza bitwa morska konfliktu koreańskiego i zakończyła się zwycięstwem strony południowokoreańskiej.

## Bitwa
W początkowym okresie wojny koreańskiej statki i okręty Koreańskiej Marynarki Ludowej dokonały szeregu desantów poza linią frontu, wzdłuż południowo-wschodniego wybrzeża Półwyspu Koreańskiego. Jednym z takich statków był 1000-tonowy frachtowiec zmierzający w kierunku Pusan, uzbrojony w ciężkie karabiny maszynowe, przewożący ok. 600 żołnierzy 3 Batalionu, 766 Samodzielnego Pułku Piechoty. W nocy 25 czerwca patrolujący wody w pobliżu Pusanu południowokoreański patrolowiec „Pak Tu San” (były amerykański ścigacz USS "PC-823") zauważył nieznany statek w odległości ok. 28 km od wejścia do portu i wezwał go lampą sygnalizacyjną do nadania sygnału rozpoznawczego, a po nieotrzymaniu odpowiedzi oświetlił go reflektorem. Okręt północnokoreański otworzył ogień z zamontowanych na rufie ciężkich karabinów maszynowych, pociski zabiły sternika stojącego na mostku ścigacza i ciężko raniły oficera wachtowego. Ścigacz odpowiedział ogniem z armaty 76,2 mm i sześciu karabinów maszynowych 12,7 mm. W wyniku wymiany ognia „Pak Tu San” został uszkodzony, a transportowiec północnokoreański zatonął pomiędzy Pusanem a Cuszimą.
Przypadkowa potyczka i zatopienie transportowca uniemożliwiła siłom Korei Północnej zdobycie Pusanu, jedynego portu, który w ciągu następnych miesięcy służył do zaopatrzenia walczących w Korei sił ONZ i być może uratowała Koreę Południową przed klęską w wojnie.
23 grudnia 1988 roku w jednym z parków w Pusanie odsłonięto monument upamiętniający ścigacz „Pak Tu San” i jego zwycięstwo.